# Lijst van presidenten van Angola
Dit is een lijst van presidenten van Angola. Deze lijst omvat zowel presidenten van de Volksrepubliek Angola, die in 1975 ontstond uit Portugees-West-Afrika, als de huidige Republiek Angola, die in 1992 ontstond.

## Presidenten van Angola (1975-heden)
| President | President                           | Ambtstermijn      | Ambtstermijn      | Partij |
| --------- | ----------------------------------- | ----------------- | ----------------- | ------ |
|           | Agostinho Neto (1922-1979)          | 11 november 1975  | 10 september 1979 | MPLA   |
|           | Lúcio Lara (1929-2016)              | 11 september 1979 | 21 september 1979 | MPLA   |
|           | José Eduardo dos Santos (1942-2022) | 10 september 1979 | 25 september 2017 | MPLA   |
|           | João Lourenço (1954)                | 26 september 2017 | heden             | MPLA   |